# Punta de Abona
Punta de Abona es un núcleo de población perteneciente a la localidad de Porís de Abona, en el municipio de Arico de la provincia de Santa Cruz de Tenerife —Canarias, España—.

## Toponimia
El nombre del núcleo proviene del accidente geográfico donde se encuentra. En Canarias se denomina punta a los salientes de tierra que se adentran en el mar.
Por su parte, el apelativo «de Abona», vocablo de procedencia guanche que según algunos investigadores significa 'grandes piedras' y por extensión 'canteras', alude a su situación dentro de esta comarca histórica y antiguo reino guanche.

## Geografía
Es un pequeño núcleo con una veintena de casas alrededor de la ermita de nuestra señora de Las Mercedes. Se encuentra a unos trece kilómetros de la capital municipal, a una altitud media de 13 m s. n. m.
Cuenta con la iglesia de nuestra señora de las Mercedes, un puesto de la Cruz Roja, un parque infantil y una cancha de petanca. Aquí se encuentran también el Faro de Punta de Abona y las playas de arena de Playa Grande, Los Abriguitos, Cardones y de Cueva de la Arena, aunque a estas últimas se accede principalmente por el núcleo de Abades o Los Abriguitos.

## Historia

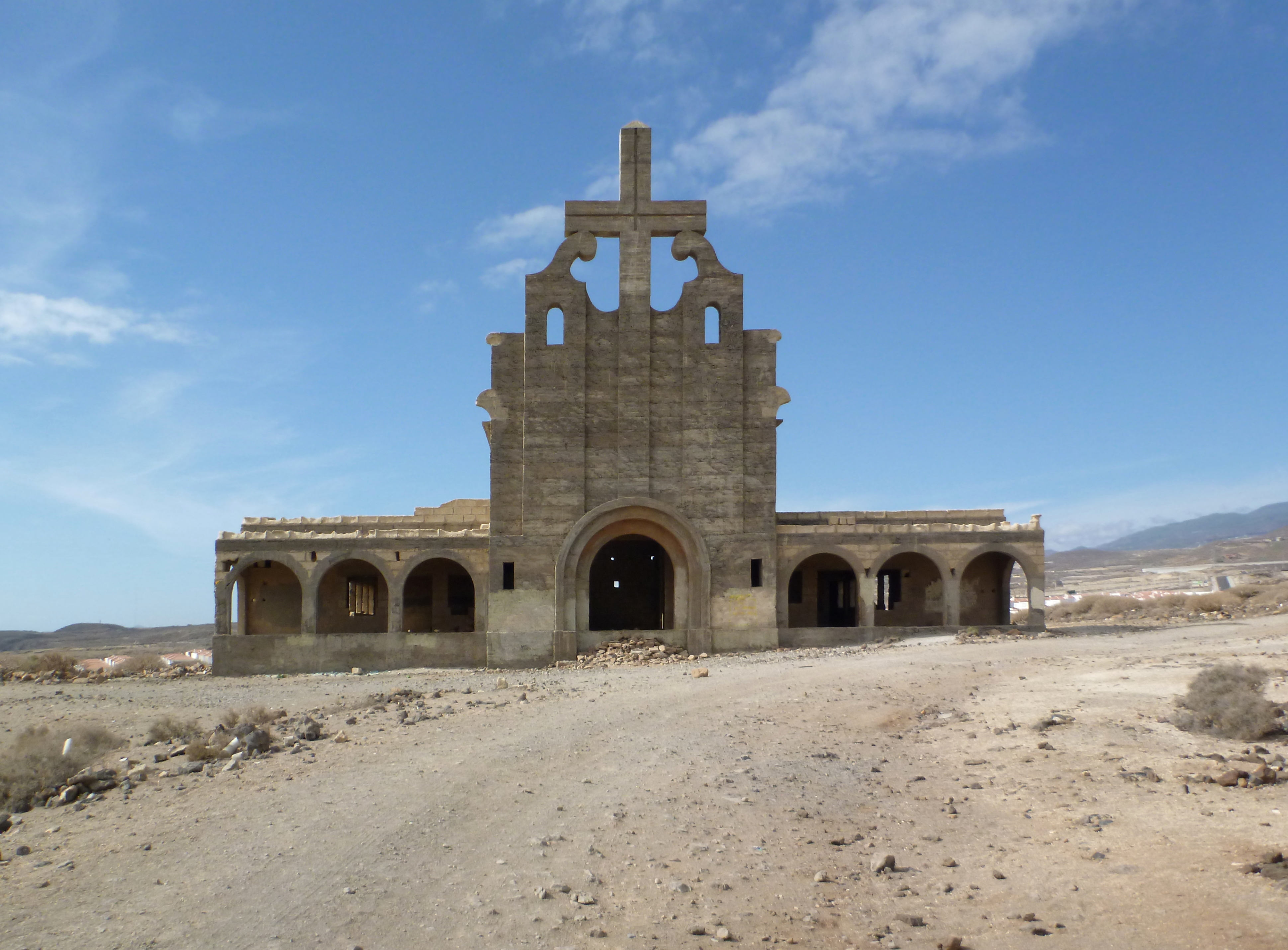
Ruinas de la iglesia inacabada del Sanatorio de Abona.

La primitiva ermita fue levantada a comienzos del siglo xvi bajo la advocación de nuestra señora de la Merced de Abona, siendo levantado un nuevo edificio en 1695.
En la playa de la punta de Abona apareció en el siglo XVI una talla de la VIrgen de Tajo, que se conserva actualmente en la ermita de Arico el Nuevo, siendo una pieza artística de gran valor.
En 1741 apareció en la Playa Grande un odre relleno de aceite con el que varios enfermos se ungieron, mejorando de su enfermedad lo que se consideró un milagro e incrementó la solemnidad de la celebración de la romería que se celebraba el 8 de septiembre. Poco después, piratas argelinos desembarcaron en la zona y saquearon la ermita.
El pequeño núcleo ya existía hacia finales del siglo xviii conformado por un grupo de pequeñas casas ubicadas en torno a la ermita.
El camino de la costa pasaba a poca distancia de esta ermita, por lo que era lugar de reposo y oración para los viajeros y para los peregrinos con destino al Santuario de la Virgen de Candelaria.
En 1741 la ermita sufre un asalto argelino produciendo grandes destrozos en el templo, así como a los santos y a la virgen, que tuvieron que ser reparados con gran cariño por el pueblo, que no permitió que se quedara en estado ruinoso. Tanto es así que, una vez restaurada, se adquirieron piezas de gran valor, tanto de objetos litúrgicos como de adornos para la Virgen.
Es en este momento cuando la familia Peraza de Ayala, oriunda de Granadilla pero avencindada en Arico tras su matrimonio con la familia Torres, se hace cargo de ella y sus miembros ocupan la mayordomía de la misma. Ello implicaba que la familia se hacía cargo de su mantenimiento, y de costear y organizar las fiestas.
En 1814 Francisco Peraza de Ayala y Torres, su mayordomo, acomete una nueva reconstrucción de la misma y con este motivo se imprime un grabado de la Virgen de Nuestra Señora de la Merced, haciendo mención a este acontecimiento.
Tras la desaparición de la primitiva Virgen de Candelaria en la gran tormenta de 1826 (junto a la supresión del convento y el gran despojo sufrido en el Santuario), los responsables del culto de las otras dos importantes imágenes marianas del sur (La VIrgen de la Merced de Abona y la del Socorro) entraron en abierta rivalidad para atraer a sus respectivos santuarios las populares romerías.
Esto dio lugar a un ruidoso pleito interparroquial que concluyó con el incendio en 1835 de la ermita de la Punta de Abona, supuestamente intencionado, siendo mayordomo Antonio Peraza de Ayala y Mejías, hijo del anterior. La ermita quedó destruida por dicho incendio, quedando en 1850 poco de sus ruinas, y perdiéndose en él la imagen tan venerada durante siglos de la VIrgen de Nra. Sra. de la Merced de Abona. 
Con este motivo se creó una Cofradía que tomó la decisión de sustituir la Virgen desaparecida por otra imagen que se custodiaba en la Iglesia de Villa de Arico, que había aparecido años antes en la playa de la Punta de Abona, lugar donde se encuentra la ermita, bajo la nueva advocación de  VIrgen de Santa María de las Mercedes de Abona.
En 1868 ocupa el cargo de mayordomo de la Virgen Martín Rodríguez (de Azero) y Peraza, sobrino del anterior, y fueron él y su esposa Mercedes Díaz-Llanos y Oramas quienes reconstruyeron nuevamente la ermita en el año 1902, junto al solar del antiguo templo, y quienes volvieron a impulsarla como lugar de peregrinación y devoción, celebrando con grandos festejos, que duraban algunos días, el día de la Virgen de Nra. Sra. de las Mercedes.
Martín Rodríguez Peraza falleció prematuramente de euremia en 1904 y la tradición la siguió conservando su hijo Martín Rodríguez de Azero y Díaz-Llanos y su esposa, Blanca Salazar y Oráa.
La ermita en esos momentos era de una sola nave, pero es en 1952 cuando los hijos de Martín Rodríguez de Azero y Díaz-Llanos deciden ampliarla a tres naves y dotarla de sacristía y coro, que es como se conserva hoy en día, gracias también a una última restauración en el año de 1987 a cargo de los hijos y nietos de don Martín, que permitió el arreglo de todos los techos y paredes interiores y exteriores, el dotarla de instalación eléctrica y el remozamiento de todo su artesonado y capintería, entre otras cosas.
La ampliación de las dos naves laterales fue ejecutada por los hermanos Rodríguez de Azero y Salazar; especialmente por Mercedes R.A. Salazar, que fue Condesa de Santa María de Abona por bula papal de 1957. El templo fue de titularidad particular durante casi un siglo, estando enterrados en ella la mayoría de sus miembros (incluso los padres de Martín Rodríguez Peraza).

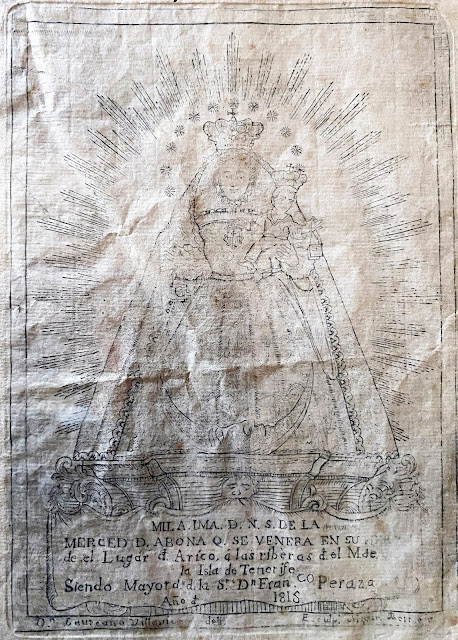
Lámina de 1815 conmemorativa de la festividad de la Virgen de la Merced de Abona en la Ermita de la Punta de Abona, de cuando Francisco Peraza (de Ayala) y Torres era su mayordomo (abuelo materno de Martín Rodríguez de Azero Peraza), veinte años antes del incendio y destrucción de la ermita antigua en 1835.

La familia Rodríguez de Azero donó la ermita a la Diócesis Nivariense en 1991, con la condición o permiso para seguir enterrando allí a sus miembros hasta dos generaciones más. 
En 1943 fue proyectada en la zona de Punta de Abona una población para enfermos de lepra, con edificios administrativos frente al mar, un hospital, un crematorio, edificios de hospedaje y una iglesia de hormigón monumental al estilo franquista. El proyecto, del arquitecto José Enrique Marrero Regalado, fue abandonado cuando la llegada de nuevos medicamentos permitió el tratamiento eficaz de esta enfermedad. Esta zona fue convertida posteriormente en terrenos militares para el entrenamiento del combate local, siendo desmilitarizada y vendida a un propietario italiano en 2002, proyectándose entonces un gran complejo turístico.

## Demografía
| Año        | 2000 | 2005 | 2010 | 2015 | 2020 |
| ---------- | ---- | ---- | ---- | ---- | ---- |
| Habitantes | 44   | 44   | 43   | 40   | 45   |

## Comunicaciones
El acceso a través de la autopista del sur TF-1.

### Transporte público
Punta de Abona cuenta con parada de taxis.
En autobús —guagua— queda conectado mediante la siguiente línea de TITSA:
| Línea | Trayecto                                                           | Recorrido     |
| ----- | ------------------------------------------------------------------ | ------------- |
| 430   | Granadilla - Villa de Arico - El Porís - Costa Arico - Las Maretas | Horario/Línea |